# Dichromopsyche nigroapicalis
Dichromopsyche nigroapicalis is een vlinder uit de familie van de zakjesdragers (Psychidae). De wetenschappelijke naam van de soort is voor het eerst geldig gepubliceerd in 1924 door Joicey & Talbot.